# Historia de los ministerios de Defensa de España

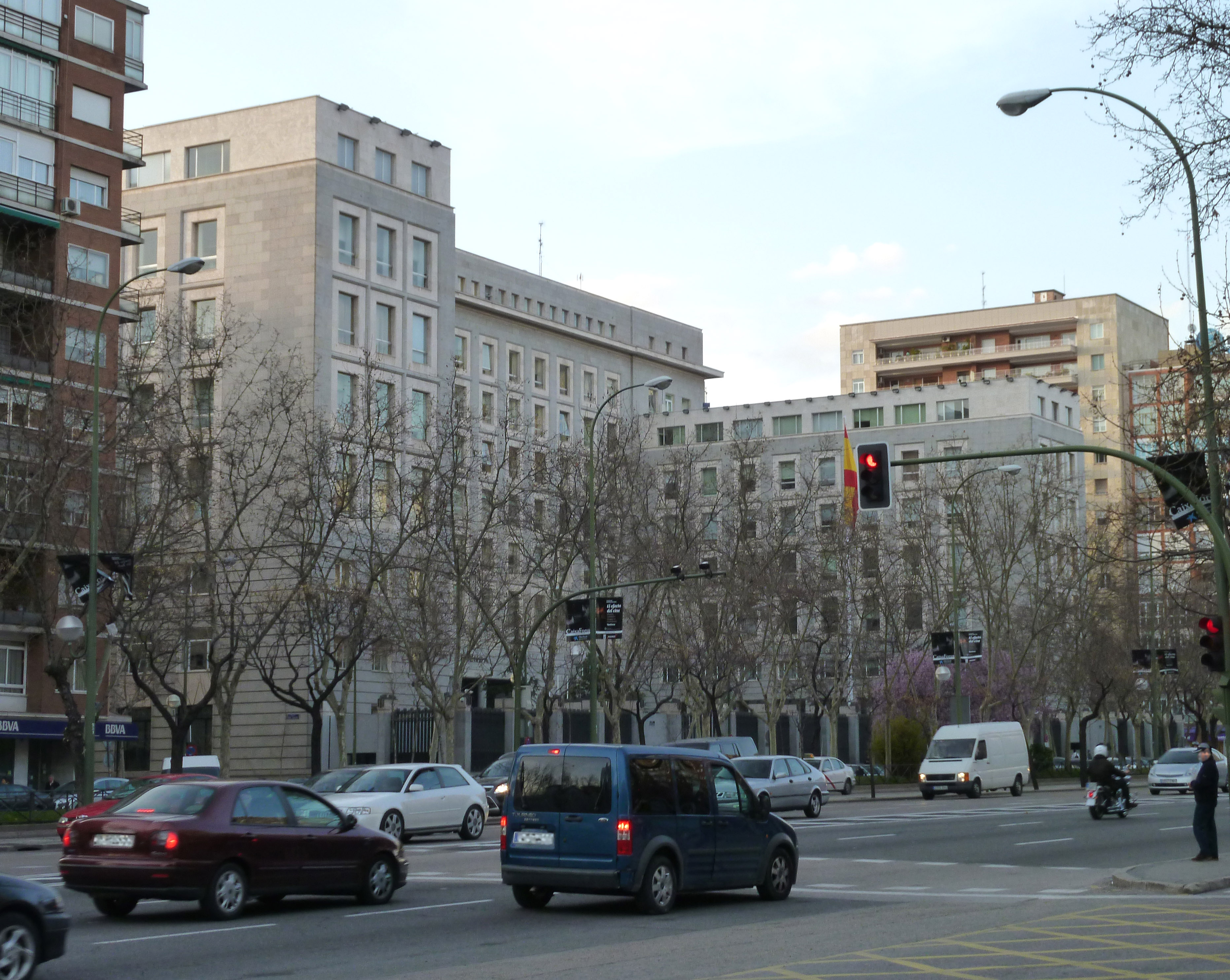
Sede del Ministerio de Defensa.

Este artículo trata sobre los ministerios españoles que, a lo largo de la historia, han asumido competencias en materia de defensa.
El Ministerio de Defensa de España es el máximo y único responsable de la política de defensa española por debajo del presidente del Gobierno. Por estar formada por varios ejércitos, se refiere a ellos como el Ministerio de Defensa a cuya subordinación están los ejércitos de España.

## Historia

### Antecedentes
Hasta el siglo XVIII, el sistema de gobierno predominante en España era el régimen polisinodial o sistema de Consejos, es decir, existían una serie de altos Consejos llenos de burócratas expertos en cada materia con el objetivo de asesorar y facilitar al Soberano el gobierno de sus reinos. Así, para todos los asuntos relativos a las Fuerzas Armadas existía el Consejo Supremo de Guerra. Sin embargo, con la llegada al trono español del primer Borbón, Felipe V, éste desde el principio quiso instaurar un sistema de gobierno similar al francés, mediante ministerios, pero, al mismo tiempo, intentó respetar las instituciones de la Monarquía Española. De este modo, conviviendo con los Consejos, el rey dividió en 1705 la Secretaría del Despacho Universal creando dos secretarías de Estado y del Despacho, una para Guerra y Hacienda y otra para el resto de asuntos. Para dirigir la primera, escogió a un veterano con experiencia de la administración, José de Grimaldo.

### Las primeras secretarías
Ya con la Guerra de Sucesión bien encaminada y a punto de ganarla, el 30 de noviembre de 1714 el rey volvió a realizar una división de las secretarías, pasando de dos a cuatro, además de crear una Veeduría General de Hacienda, el origen del actual Ministerio de Hacienda. Con los asuntos de la Hacienda Real asignados a un departamento propio, los asuntos militares se dividieron en dos nuevas secretarías, una de Guerra que se encargó de los asuntos del Ejército de Tierra y otra de Marina e Indias para los asuntos de la Real Armada y de la mar en general.
Miguel Fernández Durán, I marqués de Tolosa, oficial de la extinta Secretaría del Despacho de Guerra y Hacienda, fue nombrado nuevo ministro de Guerra, y Bernardo Tinajero de la Escalera titular de la de Marina e Indias. Sin embargo, a principios de 1715 se suprimió la segunda y, mientras Tinajero fue destinado al Consejo de Hacienda, Fernández Durán asumió las competencias de Marina (las de Indias se repartieron entre las otras hasta finales de 1720, que las asumió Guerra), unificando todos los asuntos militares en un solo departamento. Fernández Durán tenía una estrecha amistad con el rey, lo que evitó su caída junto con la de Alberoni en 1719 y le mantuvo al frente del Ministerio hasta 1721, año en el que se volvieron a separar.
Ya en el reinado Fernando VI, entre 1754 y 1755 se dictaron unos Reales Decretos que definieron las funciones de cada uno de los departamentos.
Por una parte, el de la Secretaría de Guerra:

Real Decreto de 24 de mayo de 1755. Negocios propios y peculiares de la Secretaría de Estado y del Despacho de la Guerra

Declaro, que por mano de mi Secretario de Estado y del Despacho Universal de Guerra deben correr los asuntos militares que dieren motivo a la correspondencia con mis Capitanes Generales de Ejército y Provincias, directores generales, e Inspectores de los Cuerpos de Infantería, Caballería y Dragones de mi Ejército, los de Inválidos y Milicias Intendentes, Comisarios Ordenadores y de Guerra, y demás individuos de ella; todo lo que tenga y haga relación a la conservación, aumento o disminución de tropas de Real Casa y Ejército, como a su servicio, régimen, movimiento y subsistencia en guarnición, cuarteles y campaña; la Artillería en todas sus partes, según y conforme se dirigía antes de la unión de las Secretarías del Despacho de Marina y Hacienda; la formación y Cuerpo de Ingenieros, Academias y Escuelas de ambos ramos; los Estados mayores de plazas, reclutas, levas, quintas, colección de vagamundos, vestuarios, hospitales, víveres y utensilios, cuarteles, forraje, alojamientos, itinerarios, y demás partes correspondientes a la fuerza, armamento, entrenamiento y buena asistencia de mi Ejército; la nominación de empleos de todas clases de él; la concesión de todo género de mercedes que yo haga por servicios de la Guerra, exceptuando aquellas cuya ejecución toque a otra de las Secretarías (...); la provisión de gobiernos y corregimientos, que en la jurisdicción de las mismas Órdenes y otras tengo señaladas para atender a los oficiales de mis tropas; la de plazas del Consejo de Guerra, y despachos de las consultas que sobre materia de ella me hiciere éste y cualquier otro Tribunal; los negocios los negocios de casta y cría de caballos, entendidos con la voz de Junta de Caballería, y Maestranzas de ejercicios ecuestres erigidas bajo de mi Real protección; los empleos de oficiales subalternos en los Cuerpos militares del Ejército (excepto los de mi Casa Real) los proveerá de mi Real orden; y para los de mayor grado me dará cuenta para mi aprobación; los decretos respectivos a las Encomiendas de las Órdenes Militares se han de expedir por la Secretaría del Despacho de la Guerra, a cuyo fin se pasará a ella aviso de los que yo concediere por las demás vías; en la elección de Intendentes para Ejército en campaña, que por la vía de Guerra se me han de proponer (...); los asientos de todo lo que se ofrezca para el Ejército se han de formar en la Secretaría del Despacho de la Guerra, con las condiciones que se tengan por convenientes
D. Fernando VI, en Aranjuez.

Por otra parte, el decreto de las Secretarías de Marina y de Indias, decía:

Real Decreto de 26 de agosto de 1754. Negocios que deben correr por las Secretarías de Marina e Indias.

Declaro, que han de correr por mano del Secretario de Indias y Marina todas las materias de Guerra, Hacienda, Navegación y Comercio de Indias, como se ha ejecutado antes; y comunicará las órdenes que yo diere tocantes al despacho de armadas, flotas, registros y avisos, cuidando de su cumplimiento; cuidará de la recaudación de todos los caudales que deben entrar en la Depositaría general de Indias; y hecho cargo de ellos el Depositario, han de quedar sujetos al manejo y distribución del Superintendente general de mi Real Hacienda, exceptuando los gastos extraordinarios , los cuales (como por lo regular son urgentes en el día) se librarán por su mano en la misma Depositaría, como se ha hecho siempre, y conviene que se haga, pero con calidad de que ha de pasar cada tres meses al Ministerio de Hacienda una relación, que se le remitirá de Cádiz, de los que se ofrezcan en este tiempo, la cual reconocida y aprobada por mí, pasará aviso a la vía de Hacienda, para que por ella se de el abono que corresponde al Depositario general.
2. Como es justo y preciso que yo dispense a mis vasallos todo género de gracias y mercedes por cualesquiera de las Secretarías del Despacho, pasará aviso a quien toque la ejecución de las que yo conceda por su mano, y ejecutará las que le corresponden, según las facultades que le confiero.
3. Debiendo correr por el Ministerio de Indias la administración de las minas de Almadén, y la saca y conducción de azogues a Sevilla y Cádiz , acordará cada año con el Ministerio de Hacienda las cantidades que sean necesarias para los fines expresados, y para la manutención y adelantamiento de aquellas minas, las cuales se remitirán á la Pagaduría del Almadén, sin que se puedan invertir en otros gastos, por urgentes que parezcan, y de su distribución presentará el Pagador la cuenta en la Contaduría mayor.
4. Me propondrá las personas que le parezcan más a propósito para Ministros togados, y de capa y espada, secretarios y contador general del Consejo de Indias, y para Presidente y Ministros del Tribunal de la Casa de la Contratación; y en la misma forma me propondrá sujetos para virreyes, presidentes y gobernadores de lo político y militar de Indias, y para empleos militares, tomando antes las noticias necesarias del Ministerio de la Guerra, si lo juzgase conveniente a mi servicio.
5. Cuando a los demás empleos de Justicia, y otros puramente políticos, como son Plazas togadas, Corregimientos y Alcaldías mayores, los proveeré a consulta de la Cámara de Indias; quedando reservados todos los que miran a la administración, recaudación y resguardo de mi Real Hacienda, Casas de Moneda, y Superintendencias de azogues, para los cuales me propondrá sujetos; y por lo que mira a las presentaciones para Arzobispados y Obispados, Prebendas y Beneficios de mi Real Patronato en Indias, me dará cuenta de las consultas y de los sujetos que se propongan, con la información de sus costumbres que haya en la Secretaría de su cargo.
6. Si de resultas de los negocios que pongo a su cuidado se ofreciere hacer algún encargo de mi servicio a mis Ministros que residen en las Cortes extranjeras, pasará aviso a la vía de Estado, para que por ella se les den las órdenes que correspondan.
7. Será de su inspección privativa todo lo correspondiente a arsenales y astilleros de mi Real Armada, construcción de bajeles, armamentos, expediciones, provisiones de víveres, pertrechos y municiones de guerra, conservación y aumento de montes y plantíos, matrículas de gente de mar, pesca, naufragios, presas, comercios marítimos, y todo lo demás comprehendido en la jurisdicción económica, política y militar de Marina, según y como se previene en las ordenanzas generales, las cuales se observarán sin alteración alguna.
8. Cuando yo resuelva enviar a Indias algunos navíos de mi Real Armada, dispondrá su armamento por la Secretaría de Marina, con los Oficiales, víveres y tripulación que les corresponda; y por la de Indias dará a sus Comandantes las instrucciones necesarias de lo que han de ejecutar según mis órdenes; cuidando también de que se paguen los sueldos, y lo demás que sea preciso para su subsistencia , como se previene en las citadas ordenanzas.
9. En los Cuerpos militares y en el político de la Armada proveerá de mi Real orden los empleos subalternos; y para todos los demás militares y políticos me propondrá sujetos.
10. Asimismo me dará cuenta de los caudales que sean precisos para acudir á
todos los gastos extraordinarios y ordinarios que se ofrezcan en la Marina, para que yo mande se pongan á su disposición; y pasará aviso al Ministerio de Hacienda, a fin de que los facilite.
D. Fernando VI, en Buen Retiro.

Precisamente, en 1754, se produce la caída del poderoso marqués de la Ensenada. Su amigo, Julián de Arriaga y Ribera, no dudó en darle la espalda y se le recompensó con la cartera de Marina, añadiendo un mes más tarde la de Indias. Sebastián de Eslava asumió Guerra.
Tras aquellos hechos, no hubo más cambios hasta 1790. Ese año, la cartera de Indias, que desde 1787 se había dividido en dos (Gracia y Justicia de Indias, y Hacienda y Guerra de Indias), se suprimió, unificándose la política respecto a la península y las colonias y repartiéndose sus competencias entre las otras cinco carteras —Estado, Gracia y Justicia, Guerra, Marina y Hacienda—. Por lo que respectaba a las Secretarías de Guerra y de Marina:

Real Decreto de 25 de abril de 1790. Unión a las cinco Secretarías de Estado y del Despacho de España de los negocios respectivos a cada Departamento en las Indias.

6. Quedará unido todo lo correspondiente al Departamento de Guerra en una sola Secretaría del Despacho, valiéndose el que la sirviere de aquel Oficial u Oficiales de la actual Secretaría de Guerra y Hacienda de Indias que considere más impuesto en el gobierno militar de ellas, y agregándolos con el grado, sueldo y ascensos de su antigüedad á la única Secretaría de Guerra que ha de quedar; sobre que se pondrá de acuerdo el Secretario de esta con el de Hacienda, á cuyo cargo ha de seguir lo restante de la presente Secretaría de Hacienda de Indias.
7. Pero para que haya en el Ministerio de Guerra personas de graduación, y prácticas en las cosas de Indias, que contribuyan al acierto de las resoluciones en los asuntos militares de aquellos dominios, nombraré uno o dos Oficiales autorizados, que sean o hayan sido Inspectores en las Indias, para usar de su instrucción y experiencias, y trabajar en todo lo que se les encargare por mí, ó por el Secretario del Despacho, a cuyo lado asistirán en los términos que se arreglarán después.
8. La Secretaría de Guerra, en lo tocante a Indias, observará lo que está declarado corresponderle en aquel Departamento por los decretos de 8 de julio de 1787(ley 12); sin entrar en lo económico, que pertenece absolutamente al Ministerio de Hacienda de aquellos dominios; sobre que en caso necesario, y para evitar disputas, se hará el correspondiente arreglo, en vista de lo que conferenciaren y me propusieren ambos Ministerios.
10. Como la Secretaría de Marina está compuesta siempre de personas instruidas de los objetos de su Departamento en ambos dominios de España e Indias, no hay necesidad de que sufra alteración alguna; y solo deseo y mando que se observe la unidad establecida en uno de los decretos de 8 de Julio de 1787, y se forme el reglamento prevenido en el mismo, para distinguir lo que corresponde a esta Secretaría en los Reynos, puertos y mares de Indias, y lo que puede pertenecer a las de Guerra y Hacienda, y a los Virreyes y Gobernadores de plazas.
D. Carlos IV, en Aranjuez.

### Consolidación ministerial
Las guerras Napoleónicas supusieron para España una breve reaparición de la cartera de Indias. Tanto el Estatuto de Bayona como la Constitución de 1812 establecieron un departamento —de Indias en el primer caso y de Gobernación de Ultramar en el segundo—. Con la vuelta de Fernando VII en 1814, el Ministerio de Ultramar se sustituye por el Ministerio de Indias tal y como estaba en 1787.
Sin muchos cambios en las próximas décadas, en 1834 se crean las subsecretarías en los departamentos (en el de Guerra ya existía en 1820) y se adaptan las estructuras.
Los siglos XIX y XX son siglos de estabilidad para los ministerios militares. Sus estructuras se expanden y se especializan y los estados mayores se institucionalizan entre las décadas de 1890 (Estado Mayor de la Armada) y de 1900 (Estado Mayor del Ejército). Durante la Guerra Civil, la República mantiene la estructura tradicional de dos ministerios militares mientras que el bando sublevado establece un Ministerio de Defensa Nacional.

#### Ministerio del Aire
El Ejército del Aire como rama militar nace oficialmente en la dictadura de Francisco Franco, si bien las unidades aéreas se fueron desarrollando dentro del Ejército de Tierra desde la década de 1910. A pesar de un primer amago por parte de la república que estableció un Ministerio de Marina y Aire, en 1939 nace oficialmente un nuevo ministerio militar: el Ministerio del Aire. Este departamento se encargaba de los asuntos relativos a la nueva rama militar y, para asegurar la coherencia de las políticas entre los tres, se crea un nuevo órgano común a todos los Ejércitos, el Alto Estado Mayor. Mediante estos ministerios la dictadura coordinaba el pilar fundamental de su régimen, el militar, con una destacada presencia en el gabinete de gobierno. Según el historiador hispanista Paul Preston, a través de su obra Franco, Caudillo de España, el principal interés del dictador en esta separación ministerial radicaba en la idea de mantener una descoordinación entre los ejércitos que le permitiera dominar el único punto que, volviéndosele en contra, podría derrocarle.

### Unificación y actualidad
Durante toda la dictadura se mantuvo la estructura ministerial tripartita de las Fuerzas Armadas. El 4 de julio de 1977 se crea oficialmente un ministerio militar único, el Ministerio de Defensa, siendo una de los primeras carteras ministeriales creadas durante la transición política. Tras las elecciones generales de España de 1977, Adolfo Suárez, aconsejado por el vicepresidente Manuel Gutiérrez Mellado, refunde los tres ministerios en uno que ocupa un edificio perteneciente al Ministerio de Cultura, quedando los demás como cuarteles generales de los tres Ejércitos. Entre las novedades de ese decreto, cabe destacar también la pérdida de los asuntos de aviación civil, que pasaron al Ministerio de Transportes y Comunicaciones y la unificación de los servicios de inteligencia en el Centro Superior de Información de la Defensa (CESID), que en 2002 se transformó en el Centro Nacional de Inteligencia (CNI).
Un año después se aprobó la Constitución Española de 1978, que estableció que el Rey es el comandante en jefe (con el título de Capitán general) de todos los ejércitos y el que puede declarar la guerra y hacer la paz previa autorización del Congreso de los Diputados, siendo éste acto debidamente refrendado por el presidente del Gobierno; pero le corresponde al poder civil representado por el Ministerio de Defensa determinar:
- Las políticas de defensa.
- Las grandes alianzas militares.
- La conducción de la guerra.
- La asignación de las cantidades destinadas por los Presupuestos Generales del Estado español.

Este Ministerio ha sido uno de los que más ha trabajado por consolidar la actual democracia. Durante la Transición política los militares realizaron varias asonadas golpistas como fueron la Operación Galaxia, el golpe de Estado del 23 de febrero de 1981 y la Conspiración golpista para el 27 de octubre de 1982 que estuvo mejor preparada que la anterior pero tuvo menor eco mediática por ser desmantelada tres semanas antes. Desde entonces, y ya integradas en la OTAN, este ministerio ha mejorado la preparación técnica militar y ha desarrollado las intervenciones de las fuerzas armadas en los distintos ámbitos, supeditadas al poder civil.
Cuatro fueron los ejes que han seguido los distintos ministros:
- Consolidar la supremacía del poder civil sobre el militar.
- Integrar a los diferentes ejércitos en estructuras de defensa internacionales, especialmente la OTAN.
- Acometer la reforma de la profesión militar y la reducción de oficiales (no conseguida aún a principios del siglo XXI).
- Modernizar el material. Este último apartado ha resultado especialmente complicado por los presupuestos destinados a defensa, teniendo que solicitar ayuda a otros ministerios como el de Industria y cargando algunas partidas a otros programas como el de Investigación y Desarrollo.

Algunos de los grandes cambios conseguidos por este ministerio ha sido:
- La integración de los militares españoles en organizaciones como la OTAN o la Unión Europea Occidental.
- La participación de España en misiones de paz de la ONU como cascos azules.
- La reforma de las estructuras militares.
- El Programa FACA.
- El Plan de Alta Mar.
- El Programa Tigre.
- El Programa Leopard.

En 2022, el Ejército del Aire se renombró como Ejército del Aire y del Espacio y un año después se creó la Agencia Espacial Española, con doble dependencia funcional de los ministerios de Ciencia y de Defensa.
En febrero de 2023, la creciente importancia de las nuevas tecnologías hizo que se elevara al rango de Dirección General al Centro de Sistemas y Tecnologías de la Información y las Comunicaciones (CESTIC). Posteriormente, en septiembre de 2024 se separaron las funciones de impulso industrial, I+D+i y de relaciones internacionales que tenía la Dirección General de Armamento y Material, constituyéndose estas competencias en una nueva Dirección General de Estrategia e Innovación de la Industria de Defensa.

## Lista de secretarios de Estado de Defensa
- Ángel Liberal Lucini (1981–1983) (1)
- José-Santos Peralba Giráldez (1983–1984) (1)
- Eduardo Serra Rexach (1984–1987).
- Rafael de la Cruz Corcoll (1988–1991).
- José Miguel Hernández Vázquez (1991–1992).
- Antonio Flos Bassols (1992–1995).
- Juan Ramón García Secades (1995–1996).
- Pedro Morenés Eulate (1996–2000).
- Fernando Díez Moreno (2000–2004).
- Francisco Pardo Piqueras (2004–2007).
- Soledad López Fernández (2007–2008).
- Constantino Méndez Martínez (2008-2011).
- Pedro Argüelles Salaverría (2012-2016)
- Agustín Conde Bajen (2016-2018)
- Ángel Olivares Ramírez (2018-2020)
- Esperanza Casteleiro Llamazares (2020-2022)
- Amparo Valcarce García (2022- )

(1) Subsecretario de Política de Defensa

## Lista de secretarios generales de Política de Defensa
- Francisco Javier Jiménez Ugarte Hernández (2001-2004)
- Francisco José Torrente Sánchez (2004-2007)
- Luis Manuel Cuesta Civís (2007-2012)
- Alejandro Enrique Alvargonzález San Martín (2012-2016)
- Juan Francisco Martínez Núñez (2016- )

## Lista de subsecretarios
| Nombre                                  | Cuerpo de funcionarios                                       | Año de nacimiento | Fecha de nombramiento   |
| --------------------------------------- | ------------------------------------------------------------ | ----------------- | ----------------------- |
| Luis Arévalo Pelluz                     | Militar                                                      | 1916              | 25 de julio de 1977     |
| Ángel Liberal Lucini                    | Militar                                                      | 1921              | 23 de noviembre de 1977 |
| Eduardo Serra Rexach                    | Cuerpo de Abogados del Estado                                | 1946              | 12 de febrero de 1982   |
| Gustavo Suárez Pertierra                | Profesor Universitario                                       | 1949              | 8 de febrero de 1984    |
| Vacante (1)                             |                                                              |                   | 18 de mayo de 1990      |
| Adolfo Menéndez Menéndez                | Cuerpo de Abogados del Estado                                | 1957              | 7 de mayo de 1996       |
| Víctor Torre de Silva y López de Letona | Cuerpo de Letrados del Consejo de Estado                     | 1966              | 5 de mayo de 2000       |
| Justo Tomás Zambrana Pineda             | Cuerpo Superior de Administradores Civiles del Estado        | 1947              | 19 de abril de 2004     |
| Soledad López Fernández                 | Cuerpo Superior de Inspectores de Trabajo y Seguridad Social | 1959              | 21 de abril de 2006     |
| María Victoria San José Villacé         | Cuerpo Superior de Inspectores de Trabajo y Seguridad Social | 1958              | 20 de abril de 2007     |
| Vicente Salvador Centelles              | Cuerpo Superior de Administradores Civiles del Estado        | 1963              | 29 de octubre de 2010   |
| Irene Domínguez-Alcahud Martín-Peña     | Cuerpo de Abogados del Estado                                | 1966              | 5 de enero de 2012      |
| Arturo Romaní Sancho                    | Cuerpo Superior de Inspectores de Hacienda del Estado        | 1972              | 18 de noviembre de 2016 |
| Alejo de la Torre de la Calle           | Cuerpo Jurídico Militar                                      | 1970              | 15 de junio de 2018     |
| María Amparo Valcarce García            | Cuerpo de Inspectores de Educación                           | 1956              | 1 de julio de 2020      |
| Adoración Mateos Tejada                 | Cuerpo Superior de Administradores Civiles del Estado        | 1962              | 10 de mayo de 2022      |

(1) Entre mayo de 1990 y mayo de 1996 la Subsecretaría de Defensa quedó suprimida por el Real Decreto 619/1990, de 18 de mayo.

## Lista de directores generales
| - Director de Gabinete del Ministro - Esther Monterrubio Ariznabarreta (2024- ) - Juan José García de la Cruz Herrero (2021-2024) - Diego Íñiguez Hernández (2020-2021) - Esperanza Casteleiro Llamazares (2018-2020) - Miguel Ángel Villarroya, Director del Gabinete Técnico (2017-2018) - José Luis Ortiz Grande, Director del Gabinete (2016- ) - Javier Salto Martínez-Avial, Director del Gabinete Técnico (2015-2017) - Joaquín Fernández Núñez, Director del Gabinete (2011) - Germán Rodríguez Sánchez, Director del Gabinete (2010-2011) - Javier Pery Paredes, Director del Gabinete Técnico (2009-2015) - Manuel López Blázquez, Director del Gabinete (2008-2010) - Fernando Lens Astray, Director del Gabinete Técnico (2008-2009) - José Luis de Benito Benítez, Director del Gabinete (2006-2008) - Miguel Fernández-Palacios Martínez (2005-2006) - Roberto López Fernández, Director del Gabinete (2004-2005) - Miguel Lens Astray, Director del Gabinete Técnico (2004-2008) - Miguel Ángel Jusdado Ruiz-Capillas, Director del Gabinete (2001-2003) - Manuel Ramón Bretón Romero, Director del Gabinete Técnico (2001-2004) - Jorge Hevia Sierra, Director del Gabinete (2000-2001) - Luis Alejandre Sintes, Director del Gabinete Técnico (1997-2000) - Pedro Argüelles Salaverría, Director del Gabinete (1996-2000) - Javier Trueba Gutiérrez, Director del Gabinete (1995-1996) - Francisco José Torrente Sánchez, Director del Gabinete Técnico (1994-1997) - Jesús del Olmo Pastor, Director del Gabinete (1992-1995) - Juan Francisco Arenas García, Director del Gabinete (1991) - Arturo Paz Pasamar, Director del Gabinete Técnico (1990-1994) - Dirección General de Armamento y Material - Aniceto Rosique Nieto (2022-) - Santiago González Gómez (2018-2022) - Juan Manuel García Montaño (2012-2018) - José Manuel García Sieiro (2008-2012) - José Julio Rodríguez Fernández (2006-2008) - Carlos Villar Turrau (2001-2006) - Miguel Valverde Gómez (1998-2001) - Pascual Pery Paredes (1996-1998) - Francisco Arenas García (1991-1996) - Alberto Llobet Batllori (1990-1991) - Juan Fernando Ruiz Montero (1987-1990) - José Andrés Jiménez (1983-1987) - Víctor Castro Sanmartín (1980-1983) - José Gutiérrez Benito (1977-1980) - Dirección General de Asuntos Económicos - José Luis Sánchez Martínez (2022- ) - José Luis Ruíz Sumalla (2017-2022) - Vicente Gimeno Aránguez (2012-2017) - Mariano Rojo Pérez (2009-2012) - Jesús Salvador Miranda Hita (2008-2009) - Julio Martínez Meroño (2007-2008) - Juan Alfonso Ruiz Molina (2004-2007) - Carlos Valverde Rodao (2000-2004) - Francisco Pérez Muinelo (1996-2000) - Tomás Pérez Franco (1989-1996) - José Ignacio Moscoso del Prado y del Álamo (1985-1989) - Jesús Palacios Rodrigo (1984-1985) - Dirección General de Infraestructura - Luis Cebrián Carbonell (2020- ) - José Francisco Pérez-Ojeda y Pérez (2018-2019) - Eduardo Zamarripa Martínez (2012-2018) - Mónica Melle Hernández (2009-2012) - Jaime Jesús Denís Zambrana (2007-2009) - Julián Sánchez Pingarrón (2006-2007) - Juan Mesquida Ferrando (2004-2006) - Pedro Llorente Cachorro (2001-2004) - Leonardo Larios Aracama (1998-2001) - Guillermo Llamas Ramos (1991-1998) - Alberto Valdivielso Cañas (1988-1991) - Valentín Barriga Díaz (1984-1988) - Dirección General de Personal - José Ramón Velón Ororbia (2022- ) - Adoración Mateos Tejada (2010-2022) - Vicente Salvador Centelles (2004-2010) - Luis Roca Ramírez (2003-2004) - Joaquín Pita da Veiga Jáudenes (1999-2003) - José Antonio Cervera Madrigal (1997-1999) - Juan Antonio Lombo López (1996-1997) - José de Llobet Collado (1991-1996) - José Enrique Serrano Martínez (1987-1991) - Federico Michavila Pallarés (1984-1987) - Dirección General de Servicios - Juan Junquera González (1987-1996) | - Dirección General de Reclutamiento y Enseñanza Militar - Pedro José García Cifo (2020- ) - María Amparo Valcarce García (2018-2020) - Jerónimo de Gregorio y Monmeneu (2017-2018) - Juan Antonio Álvarez Jiménez (2012-2017) - Javier García Fernández (2008-2012) - Martín Alberto Barciela Rodríguez (2006-2008) - Santos Castro Fernández (2004-2006) - Gregorio López Iraola (2000-2004) - Jesús María Pérez Esteban (1997-2000) - Laureano García Hernández (1996-1997) - Dirección General de Enseñanza - Juan Ramón de Páramo Argüelles (1994-1996) - Emilio Octavio de Toledo y Ubieto (1991-1993) - Ricardo Marzo Mediano (1987-1991) - Dirección General del Servicio Militar - Laureano García Hernández (1990-1996) - Dirección General de Política de Defensa - Fernando José López del Pozo (2021- ) - María Elena Gómez Castro (2017-2021) - Juan Francisco Martínez Núñez (2012-2017) - Juan Villamía Ugarte (2009-2012) - Benito Federico Raggio Cachinero (2006-2009) - Pedro Pitarch Bartolomé (2004-2006) - Félix Sanz Roldán (2004) - Rafael Lorenzo Montero (2001-2004) - Francisco José Torrente Sánchez (1997-2000) - Víctor Suanzes Pardo (1994-1997) - Francisco Veguillas Elices (1987-1994) - Fernando María Nardiz Vial (1985-1986) - Fausto Escrigas Estrada (1984-1985) - Dirección General de Relaciones Institucionales de la Defensa - Fernando Flores Giménez (2010-2011) - Santos Castro Fernández (2009-2010) - Celia Abenza Rojo (2006-2008) - Manuel López Blázquez (2008) - Leopoldo Stampa Piñeiro (2004-2006) - Jorge Hevia Sierra (2001-2004) - Dirección General de Comunicación de la Defensa - Georgina Higueras y Rumbao (2009-2010) - Sergio Sánchez Benítez (2009) - Germán Rodríguez Sánchez (2008-2009) - Miguel Ángel Muñoz Ávila (2006-2008) - José Luis Fernández Peña (2004-2006) - Dirección General de Relaciones Informativas y Sociales de la Defensa - Julio Albi de la Cuesta (1991-1993) - Luis Reverter Gelabert (1982-1991) - Dirección General de Estrategia e Innovación de la Industria de Defensa - Miguel Ivorra Ruiz (2024- ) - Secretaría General Técnica - José Luis García Castell (2023- ) - Emilio Fernández-Piñeyro y Hernández (2018-2023) - David Javier Santos Sánchez (2012-2018) - Antonio Bueno Rodríguez (2010-2012) - Tomás Suárez-Inclán González (2007-2010) - María Victoria San José Villacé (2006-2007) - Adolfo Hernández Lafuente (2004-2006) - Isabel Revuelta de Rojas (2000-2004) - Diego Chacón Ortiz (1994-2000) - Santos Castro Fernández (1992-1994) - Antonio Flos Bassols (1984-1992) - Gregorio García Ancos (1983-1984) - Mauricio Hermida Guerra-Mondragón (1980-1983) - Manuel María Mejías (1979-1980) - Luis Serena Guiscafré (1977-1979) |